# أليكس هيكس
أليكس هيكس (بالفرنسية: Alex Hicks)‏ (و. 1969  م) هو لاعب هوكي الجليد كندي، ولد في كالغاري، مركز لعبه هو جناح ‏.

## التعليم
تعلم في جامعة ويسكونسن - أو كلير ‏.

## روابط خارجية
- أليكس هيكس على موقع دوري الهوكي الوطني (الإنجليزية)
- أليكس هيكس على موقع قاعة مشاهير الهوكي (لاعب أن.إتش.أل) (الإنجليزية)
- أليكس هيكس على موقع EliteProspects.com (الإنجليزية)
- أليكس هيكس على موقع Eurohockey.com (الإنجليزية)
- أليكس هيكس على موقع HockeyDB.com (الإنجليزية)
- أليكس هيكس على موقع Hockey-Reference.com (الإنجليزية)